# 前頭筋
前頭筋（ぜんとうきん、英語: frontalis）は、人間の頭部の浅頭筋のうち、頭蓋周囲の頭蓋表筋（後頭前頭筋）に含まれる筋肉である。皮筋である。
帽状腱膜から起始し、眼輪筋、鼻根筋と線維を交叉させ、眉間と眉部の皮膚に停止する。作用は眉弓を引き上げ前頭部に皺を作る。顔面神経側頭枝支配。

## 画像

前頭筋の位置。赤色で示す